# Бірі II
Бірі II (*д/н — 1296) — 19-й маї (володар) імперії Канем в 1277—1296 роках.

## Життєпис
Походив з династії Сейфуа. Син маї Дунами II та представниці одного з осілих племен. Після смерті батька 1248 року вступив у протистояння з братом Кадаєм, що посів трон. Мав достатньо прихильників. Втім невідомо, щоб це переросло у військові дії.
Після загибелі брата 1277 року успадкував владу. Відомо, що за час його панування до нього прибули 2 шейхи племен фульбе, що ймовірно визнали зверхність Канему. Зумів приборкати заворушення на півдні, що почалися ще за попереднього маї. В хроніках згадується, що правління Бірі II було спокійним. Опікувався освітою, звівши численні медресе в містах держави. Також сприяв поширенню й закріпленню малікізму.
Помер 1296 року. Йому спадкував син Ібраїм I.